# Відкриття собору Паризької Богоматері (2024)
Відкриття собору Паризької Богоматері — церемонія урочистого відкриття собору, що відбулася 7 грудня 2024 року, після закінчення попереднього етапу реставрації, причиною початку якої стала пожежа в соборі Паризької Богоматері, що сталася 15 квітня 2019 року.

## Попередні події
15 квітня 2019 року в Нотр-Дам-де-Парі сталася масштабна пожежа. Вогонь сильно пошкодив собор і повністю знищив дерев'яний дах та знаменитий готичний шпиль споруджений у ХІХ столітті. Після пожежі слова жалю та підтримки французам висловили багато глав держав та мери великих міст усього світу. Загалом за перші півдня збору коштів сума пожертв на реставрацію склала 600 млн євро.
Процес реставрації Нотр-Дам-де-Парі офіційно розпочався після завершення укріплювальних робіт у вересні 2021 року. У 2023 році Президент Франції Емманюель Макрон оголосив, що собор відкриється 8 грудня 2024 року.
29 листопада 2024 року після п'ятирічної реставрації собор вперше відчинив свої двері. У його відновленні після пожежі 2019 року брали участь понад 1300 будівельників та ремісників з усього світу, вони стали його першими почесними гостями, відвідавши Макрон зі своєю дружиною. Церемонія урочистого відкриття собору для решти гостей відбудеться 7 грудня 2009 року. Повне закінчення реставраційних робіт передбачається завершити у 2028 році.

## Запрошені гості
На захід запрошено лідерів понад 50 держав. У тому числі свою участь підтвердили обраний президент США Дональд Трамп, президент Франції Емманюель Макрон, президент України Володимир Зеленський, президент Німеччини Франк-Вальтер Штайнмаєр, президент Польщі Анджей Дуда, президент Хорватії Зоран Міланович, президент Болгарії Румен Радев, президент Естонії Алар Каріс, президент Фінляндії Олександр Стубб, президент Литви Гітанас Науседа і прем'єр-міністр Вірменії Нікол Пашинян. Також на заході планують бути перша леді США Джилл Байден, президент Італії Серджо Матарелла і президент Греції Катеріна Сакелларопулу. Можливо, на відкритті також буде присутній голова Європейської комісії Урсула фон дер Ляєн. Її присутність поки що офіційно не підтверджена.

### Список присутніх на церемонії
- Прем'єр-міністр Албанії Еді Рама.
- Князь співправитель Андорри Жоан Енрік Вівес-Сісілья та його особистий представник Жозеп Марія Маурі.
- Генерал-губернатор Антигуа і Барбуди Родні Вільямс.
- Прем'єр-міністр Вірменії Нікол Пашинян.
- Канцлер Австрії Карл Негаммер.
- Король Бельгії Філіп I і королева Матільда.
- Член Президії Боснії та Герцеговини Желько Комшич.
- Президент Демократичної Республіки Конго Фелікс Чісекеді.
- Президент Республіки Конго Дені Сассу-Нгессо.
- Президент Хорватії Зоран Міланович.
- Президент Болгарії Румен Радєв.
- Президент Естонії Алар Каріс.
- Президент Фінляндії Олександр Стубб.
- Тимчасово виконуючий обов'язки президента Габона Бріс Олігуї Нгема.
- Президент Греції Катерина Сакелларопулу.
- Президент Грузії Саломе Зурабішвілі.
- Президент Німеччини Франк-Вальтер Штайнмайєр.
- Президент Гвінеї-Бісау Умару Сісоку Ембало.
- Президент Угорщини Тамаш Шуйок.
- Президент Іракського Курдистану Нечерван Барзані.
- Президент Італії Серджіо Маттарелла.
- Прем'єр-міністр Італії Джорджа Мелоні.
- Президент Косова Вйоса Османі.
- Принц Філіп, що представляє князя Ліхтенштейна Ганс-Адам II.
- Президент Литви Гітанас Науседа.
- Великий герцог Люксембург і Велика герцогиня Марія Тереза.
- Князь Монако Альбер II.
- Принц Мулай Рашид, що представляє короля Марокко Мохаммед VI.
- Прем'єр-міністр Нідерландів Дік Схоф.
- Президент Північної Македонії Гордана Силяновська-Давкова.
- Королева Норвегії Соня, що представляє короля Харальда V.
- Президент Парагваю Сантьяго Пенья.
- Президент Польщі Анджей Дуда.
- Капітани-регенти Сан-Марино Франческа Чіверк'я і Далібор Ріккарді.
- Прем'єр-міністр Сан-Томе і Прінсіпі Патріс Тровоада.
- Прем'єр-міністр Сербії Мілош Вучевіч.
- Прем'єр-міністр Словенії Роберт Голоб.
- Прем'єр-міністр Швеції Ульф Крістерссон.
- Президент Того Фор Гнассінгбе.
- принц Вільям, принц Уельський Вільям, що представляє короля Великобританії Чарльза III.
- Перша леді США Джилл Байден з дочкою Ешлі Байден.
- Вибраний президент США Дональд Трамп.
- Президент України Володимир Зеленський.
- Генеральний секретар Ради Європи Ален Берсе.
- Президент Європейського парламенту Роберта Метсола.
- Генеральний директор ЮНЕСКО Одрі Азуле.
- Генеральний секретар Франкофонії Луїза Мусіківабо[en].
- Генеральний секретар ОЕСР Матіас Корманн.
- Найбагатші люди світу Ілон Маск та Бернар Арно.
- Голова Європейського центробанку Крістін Лагард.
- Глава ФІФА Джані Інфантіно.

## Церемонія
7 грудня близько 18:00 за місцевим часом президент Франції Емманюель Макрон виступив з промовою біля собору. Після цього архієпископ Парижа Лоран Юльриш провів символічний обряд відкриття відновленої будівлі. У ході церемонії великий орган собору знову зазвучав через довгий час. У ході церемонії великий орган собору знову зазвучав згодом. Також виконано низку псалмів і молитов, серед них латинський церковний гімн Te Deum і рядки псалма 121.
Крім того, пізніше ввечері в Парижі відбувся концерт за участю багатьох відомих світових виконавців музики, віолончеліст Йо-Йо Ма, Даніель Лозакович і Бенджамін Бернхайм, Анжеліка Кіджо і канадський співак Гару.

### Заходи безпеки
Через велику кількість запрошених світових лідерів, у ці дні в Парижі були введені підвищені заходи безпеки.
З 4 по 9 грудня буде обмежено проїзд транспорту на острів Сіті та набережні лівого берега Сени цьому районі. Туди доступ матимуть лише запрошені на захід гості, серед яких світові лідери. На високих платформах біля собору Паризької Богоматері буде організовано спеціальний майданчик для розміщення на ньому публіки.
Декілька тисяч поліцейських, у тому числі снайпери, будуть залучені до роботи для забезпечення безпеки заходу. Основною загрозою префект назвав ризик актів ісламістського тероризму.